# NGC 5349
NGC 5349 é uma galáxia espiral barrada (SBb) localizada na direcção da constelação de Canes Venatici. Possui uma declinação de +37° 52' 59" e uma ascensão recta de 13 horas, 53 minutos e 13,1 segundos.
A galáxia NGC 5349 foi descoberta em 24 de Março de 1857 por William Parsons.